# Welzmühle (Kulmbach)
Welzmühle (oberfränkisch: Weldsmiel) ist ein Gemeindeteil der Großen Kreisstadt Kulmbach im  Landkreis Kulmbach (Oberfranken, Bayern). Welzmühle liegt in der Gemarkung Kirchleus.

## Geografie
Die Einöde liegt im tief eingeschnittenen Tal des Leßbachs, eines linken Zuflusses der Rodach. Im Norden grenzt der Prügelwald an, im Süden der Ottenhain. Die Kreisstraße KU 33/KC 6 führt nach Gössersdorf (1,5 km südöstlich) bzw. zur Bundesstraße 85 (1 km westlich).

## Geschichte
Der Ort wurde 1520 als „Weltzemuel“ erstmals schriftlich erwähnt. Das Bestimmungswort des Ortsnamens ist der Familienname Welz, des ursprünglichen Besitzers des Anwesens. Welzmühle lag im Fraischbezirk der bayreuthischen Amtshauptmannschaft Kulmbach. Die Fraisch wurde zeitweise vom angrenzenden bambergischen Centamt Stadtsteinach strittig gemacht.
Gegen Ende des 18. Jahrhunderts gab es in Welzmühle ein Anwesen. Das Hochgericht übte das bayreuthische Stadtvogteiamt Kulmbach aus. Die Grundherrschaft über die Mahlmühle hatte das Kastenamt Kulmbach.
Von 1797 bis 1810 unterstand der Ort dem Justiz- und Kammeramt Kulmbach. Mit dem Gemeindeedikt wurde Welzmühle dem 1811 gebildeten Steuerdistrikt Kirchleus und der 1812 gebildeten Ruralgemeinde Kirchleus zugewiesen. Im Zuge der Gebietsreform in Bayern wurde Welzmühle am 1. Januar 1976 in Kulmbach eingegliedert.

### Einwohnerentwicklung
| Jahr      | 001827 | 001861 | 001871 | 001885 | 001900 | 001925 | 001950 | 001961 | 001970 | 001987 | 002022 |
| Einwohner | *      | 3      | 5      | 10     | 6      | 9      | 4      | 7      | 5      | 3      | 5      |
| Häuser    |        |        |        | 1      | 2      | 1      | 1      | 1      |        | 1      | 1      |
| Quelle    | [ 11 ] | [ 12 ] | [ 13 ] | [ 14 ] | [ 15 ] | [ 16 ] | [ 17 ] | [ 18 ] | [ 19 ] | [ 1 ]  |        |

## Religion
Der Ort ist seit der Reformation evangelisch-lutherisch geprägt und nach St. Maria Magdalena (Kirchleus) gepfarrt.